# スペースガード

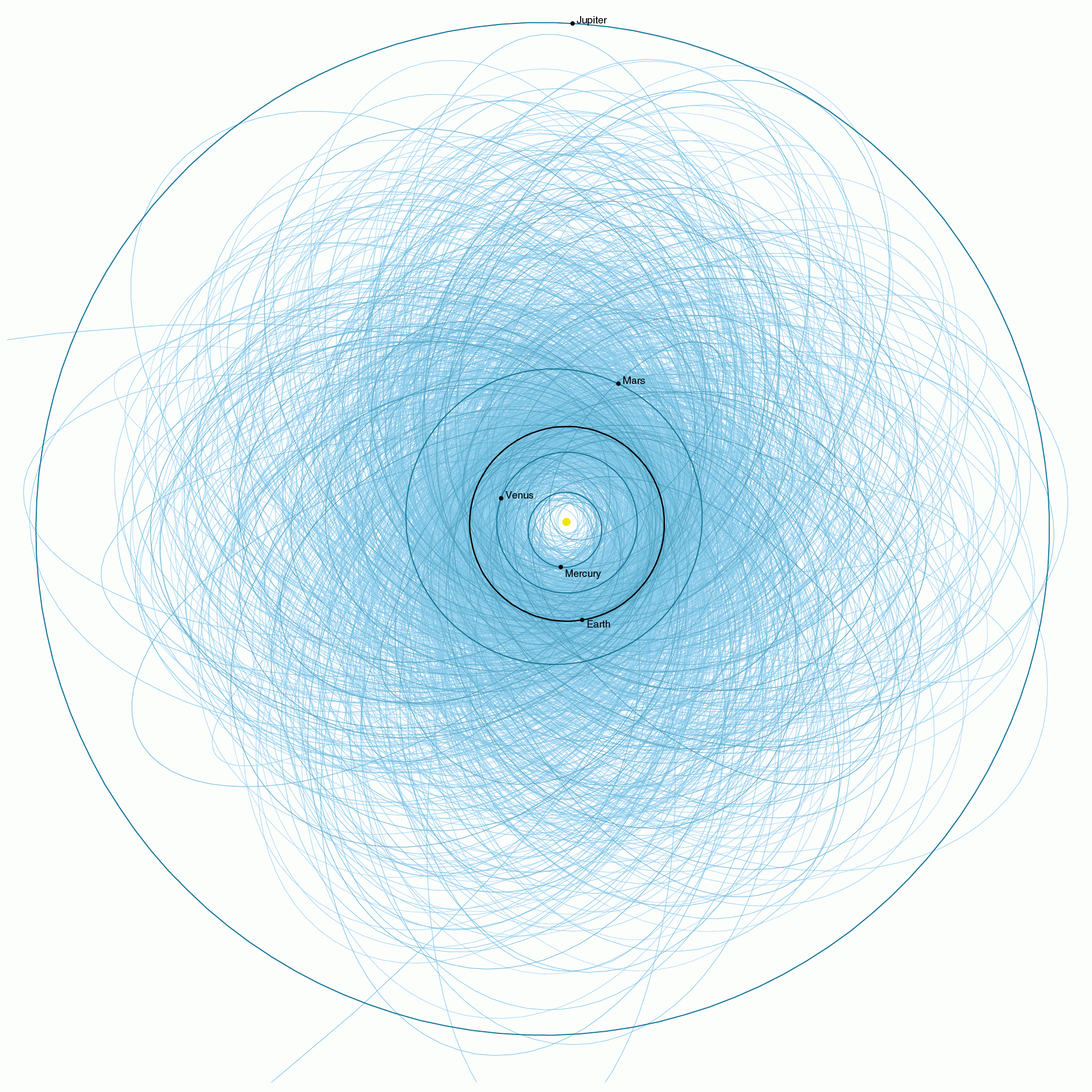
2013年初頭時点の、潜在的に危険な小惑星（大きさが460 ft 以上、地球軌道から4.7 e6mi以内を通過）の軌道のプロット（代替画像）

スペースガード（Space Guard）とは、地球に衝突する恐れのある地球近傍天体(NEO)を発見・観測及び、衝突に関する研究を行うことである。
名称や計画内容は、アーサー・C・クラークが著した長篇SF小説『宇宙のランデヴー』に登場する同名の計画に因んでいる。

観測された地球近傍天体（NEO）数の時系列グラフ

観測設備・年毎のNEO観測数グラフ

2000年頃に国連で議論され始めてからプラネタリーディフェンス（Planetary defense）という名称も普及しており、基本的には同じ意味で使われる。

## 組織
スペースガード計画において統括的な役割を果たしているのは、イタリアのフラスカーティに本拠を置くNPO、スペースガード財団（The Spaceguard Foundation）である。1994年、木星に天体が衝突した事件を受けて地球でも起こりうるとの危機感が高まり、同年国際天文学連合第22回総会でなされた報告において地球近傍の物体の観測を統括する国際的な組織の必要性が提言され、それを受けて1996年に設立された。
同財団との協力のもと、スペースガード計画は各国で実施されている。日本、アメリカ、オーストラリア、フィンランド、イギリス、ドイツ、イタリアの7か国が協力して観測を行っている。各国に組織されたスペースガードセンターでは各中央天文台や宇宙開発機関からの支援を受けて、観測所を設置し、現在観測を実施している。

### 日本
日本では、宇宙航空研究開発機構等からの支援を受けた日本スペースガード協会が観測を行っている。NEOのほか、宇宙活動の結果として宇宙空間を彷徨うスペースデブリの監視も行っている（宇宙状況認識）。岡山県に美星スペースガードセンター（光学観測）・上斎原スペースガードセンター（レーダ観測）を設置運用している。光学式の場合には、主に地球近傍へ接近する小惑星や彗星等の軌道を求めることを目的として、広視野角を持つ望遠鏡複数台によって、観測が実施されている。電波式観測装置は、フェーズドアレイレーダー技術を用いた観測装置となっており、この観測はスペースデブリの位置をつきとめることが目的である。
また、宇宙航空研究開発機構は2024年4月に専門チーム「プラネタリーディフェンスチーム」を設置し、約30人（小惑星探査や軌道計算の研究者など）を配置している。欧州宇宙機関がアポフィス (小惑星)の地球接近約２か月前に探査機「ラムセス」を送り込む計画に対して熱赤外線カメラなどの開発で連携する。

## 小惑星の軌道変更実験
NASAは2022年に二重小惑星ディディモス・ディモルフォスのうち、衛星のディモルフォスに探査機DARTを約6km/sの速度で衝突させる実験に成功し、約12時間あった公転周期が30分程短くなる影響を与えた。